# Kristoffer Ajer
Kristoffer Vassbakk Ajer (født 17. april 1998) er en professionel fodboldspiller fra Norge. Han spiller i øjeblikket for den engelske Premier League klub Brentford.

## Karriere

### Lillestrøm
Ajer startede sin karriere som ungdomsspiller i barndomsklubben Lillestrøm. Da forældrene i 2014 flyttede til Kristiansand på grund af jobmuligheder, flyttede Kristoffer Ajer med, og forlod dermed barndomsklubben.

### IK Start
I 2014 startede han i IK Start og blev den yngste til at spille på førsteholdet for klubben siden Claus Eftevaag i 1986. Den 28. september 2014 scorede han sit første mål for klubben.
Den 7. april 2015 blev han den yngste anfører i Tippeligaens historie, i en alder af 16 år og 355 dage.